# Prostitución en Polonia
En Polonia, la prostitución es legal, pero gestionar burdeles, así como modalidades de prostitución coercitiva o proxenetismo, y la prostitución de menores están prohibidas.

## Historia

### Hasta elsigloXVIII
En Polonia, docenas de burdeles prosperaban en las afueras de Varsovia y en otras grandes ciudades y pueblos polacos desde que la ciudad se estableció como capital nacional en el siglo XVI. Se cree que el primer burdel registrado (“Dom publiczny”) en Polonia se encontraba en Bochnia en el siglo XV, y atendía a los comerciantes que venían a comprar sal de las minas de la región. 
Un explorador húngaro en Polonia a principios del siglo XVII, Márton Szepsi Csombor, escribió sobre la presencia de prostitutas en el pueblo de Lipnica Murowana, al sur del país. En Bochnia, las autoridades municipales emitían ordenanzas contra "las rameras y los libertinos". En 1610, el alcalde y los concejales de la ciudad imponían multas, y una ordenanza de 1743 pedía castigos severos para el adulterio. Los gremios de comerciantes exigían una vida "moral" adecuada a sus miembros, llegando incluso a fijar multas por "libertinaje o iniciar conversaciones con una mujer casada". 
Desde el siglo XV, la policía inspeccionaba los burdeles y expulsaba a las mujeres que se creía infectadas. En el siglo XVI se crearon hospitales de enfermedades venéreas como el de San Sebastián en Cracovia en 1528 y el de San Lázaro en Varsovia.

### SigloXIX(Particiones polacas)
Durante el período de las particiones polacas (1795-1918), la prostitución floreció abiertamente, mientras que anteriormente, durante la República de las Dos Naciones (1648-1795), había estado confinada a burdeles y calles secundarias cercanas a los cuarteles. La posición oficial de las autoridades ocupantes rusas era que la prostitución era un "mal necesario" (“zło konieczne”, en polaco), lo cual reflejaba la actitud rusa hacia la prostitución. 
A medida que la policía regulaba los burdeles, alejándolos de la mirada pública, las prostitutas profesionales comenzaron a trabajar de manera independiente. Las regulaciones eran minuciosas. La policía permitía la apertura de un local si estaba ubicado al menos a 315 metros de una iglesia o escuela, y estaba prohibida la publicidad. Otras regulaciones incluían la prohibición de que un local funcionara bajo la apariencia de otra institución, como cafés y salas de billar. También se prohibían los retratos de la Familia Real u otros símbolos estatales en ellos, así como los ofrecimientos por las ventanas sin estar completamente vestidas. El público podía revisar los registros médicos antes de seleccionar a una trabajadora, pero ella podía rechazar a un cliente si estaba borracho. Aunque había sanciones por hacer trabajar demasiado a las mujeres, normalmente atendían entre 10 y 12 clientes al día. 
Varios factores contribuyeron al crecimiento del negocio del sexo en la Polonia del siglo XIX, incluida la creciente urbanización, con ciudades en crecimiento y un desplazamiento de la población del campo a pueblos y ciudades.
A medida que aumentaba la oferta, también lo hacía la demanda. El 40% de los estudiantes universitarios de Varsovia afirmaron que su primer encuentro sexual fue pagando, y las estimaciones de la época sugerían que más del 80% de los estudiantes de secundaria y universitarios pagaban por sexo. Como a lo largo de la historia, el ejército fue una fuente importante de demanda y, debido a la preocupación por las enfermedades venéreas, las autoridades implementaron normas similares a las del Imperio Británico (Leyes de Enfermedades Contagiosas, Contagious Diseases Acts), que exigían que cualquier mujer joven soltera se sometiera a exámenes infecciosos.

### Segunda República (1918-1939)
Las nuevas autoridades polacas se encontraron con una serie de desafíos derivados del reciente cese de hostilidades. Uno de los primeros actos de la nación recién reconstituida fue la Ley de Saneamiento Básico de julio de 1919 (“Zasadnicza ustawa sanitarna”, en polaco). Como resultado, los burdeles fueron abolidos el 6 de septiembre de 1922, y se estableció un sistema de supervisión para las trabajadoras independientes. Se permitía un máximo de dos trabajadoras en cualquier domicilio. 
Durante este período, el Estado emprendió numerosos procesos contra la prostitución organizada y los proxenetas.

### Posguerra (República Popular 1945-1989)
Después de la Segunda Guerra Mundial, Polonia se convirtió en un estado comunista, conocido como la República Popular de Polonia.  Oficialmente, la prostitución no existía, ya que según la ideología marxista, desaparecería en una sociedad socialista con igualdad de medios. 

#### 1945-1948
En los primeros años (1945-1948), se implementó un plan de registro y se crearon secciones especiales para lidiar con los "enemigos de la moralidad", pero estas iniciativas fueron relegadas por otras prioridades estatales.

#### 1960-1983
A partir de la década de 1960, hubo un ligero "deshielo" ideológico que culminó con la caída del telón de acero en 1989. Los cambios en la sociedad polaca incluyeron un aumento del turismo y el comercio con Occidente, la circulación de divisas y la expansión del sector hotelero, todos factores que favorecieron el crecimiento del comercio sexual.

#### La ley marcial (1981-1983) y la liberalización de los años 80
El período de la ley marcial fue una época difícil para las trabajadoras sexuales, pero rápidamente dio paso a un período más liberal. Sin embargo, la epidemia de SIDA redujo la demanda de servicios sexuales remunerados. Esta disminución se compensó en parte con la reducción de las prohibiciones, lo que permitió la publicidad en los periódicos.

### Post-liberación (1989)
Con el colapso del régimen soviético y la caída del telón de acero, muchos aspectos de la vida polaca cambiaron considerablemente. Muy pronto surgieron agencias de acompañantes, salones de masajes eróticos, salas de cine porno y sex shops.

## Estado actual
La prostitución está presente en diversas formas en Polonia. Un informe del Departamento de Estado de EE. UU. de 2007 afirmaba que muchas mujeres que trabajaban como prostitutas estaban empleadas en salones de masajes y agencias de acompañantes que funcionan como burdeles, aunque supuestamente son ilegales.   La prostitución es la única profesión en Polonia que no está sujeta a impuestos, pero las autoridades pueden pedir a las prostitutas que demuestren su actividad, ya que la prostitución no está reconocida como trabajo legítimo y, por lo tanto, tampoco recibe beneficios sociales. 

## Demografía
El número total de prostitutas en Polonia es desconocido y las estimaciones varían considerablemente, por lo que deben interpretarse con cautela. Por ejemplo, el Informe de Derechos Humanos de Estados Unidos de 2009 afirma que "según la policía, se estimaba que había 3,300 prostitutas en el país; sin embargo, las ONG estimaron que había entre 18,000 y 20,000 mujeres involucradas en todos los aspectos de la industria del sexo".  La Enciclopedia Internacional de Sexualidad indica que "la policía estima que hay alrededor de 12,000 prostitutas trabajando en Polonia". 

### Migración
El estudio de La Red Europea para la Prevención del VIH, las ITS y la Promoción de la Salud entre Trabajadoras Sexuales Migrantes (TAMPEP) de 2009 encontró que solo el 33% de las prostitutas en Polonia eran inmigrantes, en comparación con un promedio europeo del 47-50%. Polonia ocupa el octavo lugar entre los países de origen de las trabajadoras sexuales en Europa, representando el 4% de la población europea de trabajadoras sexuales, un porcentaje que ha ido disminuyendo. Las tendencias migratorias en Polonia están cambiando, convirtiéndose en un país de tránsito para trabajadoras sexuales de Rumania y Bulgaria, mientras que el grupo más grande de trabajadores sexuales en Polonia proviene de Ucrania. El número y la proporción de trabajadoras migrantes varían según la región, pero Polonia sigue siendo principalmente un país de origen. 
Según el informe de TAMPEP de 2009, el 66% de las prostitutas en Polonia son nacionales y el resto son inmigrantes, con el 91% de estas últimas procedentes de Europa del Este, principalmente de Ucrania, Rusia y Bielorrusia. El estudio también señala que Polonia se distingue entre los países estudiados por su alta prevalencia de la prostitución masculina, con un 15% de prostitutos, más del doble del promedio europeo del 7%. 

## Tráfico sexual
Polonia es identificado como un país de origen, tránsito y destino para mujeres y niños sometidos a trata sexual. Las víctimas polacas son objeto de tráfico sexual tanto dentro del país como en otros países europeos, mientras que las mujeres y los niños de Europa del Este, especialmente de Bulgaria, Rumania y Ucrania, son víctimas de tráfico sexual en Polonia. 
El Informe sobre la Trata de Personas del Departamento de Estado de EE. UU. (“Trafficking in Persons Report”) de 2010 señala que el gobierno polaco identificó al menos 206 víctimas de trata durante el período cubierto por el informe, incluidos 123 menores explotados en la prostitución. Sin embargo, las ONG y las autoridades gubernamentales identificaron 315 víctimas en 2008,  lo que indica la persistencia del problema en el país. En 2016, el Centro Nacional de Intervención y Consulta para Víctimas de Trata (KCIK) brindó asistencia a 55 víctimas potenciales de explotación sexual. 
La Oficina de Vigilancia y Lucha contra la Trata de Personas del Departamento de Estado de EE. UU. (“United States Department of State Office to Monitor and Combat Trafficking in Persons”) clasifica a Polonia como un país de "Nivel 1", lo que significa que el gobierno polaco cumple con los estándares mínimos para la eliminación de la trata de personas, aunque se reconocen los esfuerzos adicionales necesarios para abordar plenamente el problema. 